# Tschuwanen
Die Tschuwanen oder Tschuwanzen (russisch Чуванцы, Selbstbezeichnung ‚etel‘ oder ‚etal‘) sind ein indigenes Volk im Autonomen Kreis der Tschuktschen und in der Oblast Magadan im Nordosten der Russischen Föderation. Sie werden in Russland zu den „kleinen Völkern des Nordens“ gezählt.

## Ethnografie
Die Tschuwanen stammen von Jukagiren ab, die im 17. Jahrhundert an den Flüssen Anjui, Tschaun und Paljawaam sowie am Oberlauf der Amguema siedelten. Um diese Zeit wurden sie von den nach Ostsibirien expandierenden Russen unterworfen und zur Zahlung des Jassak verpflichtet. In der Folgezeit waren sie Verbündete der Russen in deren Kampf zur Unterwerfung der Tschuktschen und Korjaken. Nach schweren Verlusten begab sich eine große Gruppe in den Anadyrski Ostrog unter den Schutz der russischen Garnison und nach dessen Aufgabe nach Gischiginsk. Es kam zu einer teilweisen Assimilation mit Russen, Korjaken und Tschuktschen. Teile des Volkes gingen auch nach Nischnekolymsk und an den Oberlauf des Anadyr, wo sie von den Tundrajukagiren und den Korjaken assimiliert wurden. Eine Gruppe wurde am Ende des 18. Jahrhunderts in Markowo am Anadyr sesshaft und stark russifiziert. Der Rest der Tschuwanen lebte weiter nomadisch.

## Sprache
Heutige Tschuwanen sprechen Russisch oder Tschuktschisch. Die ursprüngliche tschuwanische Sprache ist in der zweiten Hälfte des 19. Jahrhunderts ausgestorben. Unter Linguisten ist umstritten, ob Tschuwanisch eine eigenständige, mit dem Jukagirischen eng verwandte Sprache oder ein Dialekt des Jukagirischen war.

## Bevölkerungszahl
Historische Quellen sprechen von 520 Tschuwanen am Beginn und 600 in der Mitte des 18. Jahrhunderts. 1897 wurden 452 und 1926/27 707 Personen gezählt. Für den Zeitraum von 1930 bis 1989 gibt es keine Zahlen, da die Tschuwanen in dieser Zeit nicht als eigene Ethnie betrachtet und den Tschuktschen zugerechnet wurden. Bei der Volkszählung von 1989 zählten sich 1511 Sowjetbürger zu den Tschuwanen, davon 1384 in Russland und davon wiederum 944 im Autonomen Kreis der Tschuktschen. 2010 gab es in Russland 1002 Tschuwanen, davon 897 in Tschukotka und 57 im Oblast Magadan. Knapp 40 % lebten in städtischen Siedlungen. In der Ukraine wurden im Jahr 2001 226 Tschuwanen gezählt.

## Kultur und Religion
Traditionell leben die Tschuwanen als Rentierzüchter, Jäger, Fallensteller, Fischer und Hundezüchter. Vor der Kolonisation durch die Russen arbeiteten sie auch als Händler und Hundeschlittenführer für die Tschuktschen. Sie wohnten in Tschums, zeltähnlichen Konstruktionen aus einem hölzernen Gerüst, das mit Birkenrinde abgedeckt wurde. Im 19. Jahrhundert betrieben die weiterhin nomadisch lebenden Tschuwanen eine Rentierzucht im großen Stil und wohnten wie die Tschuktschen in Jarangas. Der in Markowo sesshaft gewordenen Teil der Tschuwanen behielt die traditionelle Subsistenzwirtschaft bei und lebte in Blockhäusern mit Flachdach und Erd- oder Holzböden, die mit Lehmöfen beheizt wurden. Heute leben die sesshaften Tschuwanen hauptsächlich vom Fischfang oder sind in der Gemeindeverwaltung tätig. Die ländlichen Tschuwanen setzen ihren seminomadischen Lebensstil als Rentierzüchter am Oberlauf des Anadyr fort.
Die traditionelle Kleidung wird heute nur von seminomadischen Tschuwanen gelegentlich getragen. Sie besteht aus einem Stoffhemd, einer Kuchlianka (Jacke mit doppeltem Pelzfutter) und einer Pelzhose im Winter oder einer Kamleika (Stoffjacke) im Sommer sowie Schuhen aus Robbenfell.
Seit ihrer Missionierung im 17./18. Jahrhundert sind die Tschuwanen orthodoxe Christen. Sie beachten die christlichen Feiertage und führen Hochzeiten und Beerdigungen nach christlichem Brauch durch, auch wenn Grabbeigaben – Tabak für Männer, Haushaltsgegenstände für Frauen – verbreitet sind. Ihre religiösen Praktiken sind aber noch immer vom Animismus ihrer Vorfahren beeinflusst, besonders bei den seminomadischen Rentierzüchtern, die nach wie vor Opferrituale ausführen. Neben orthodoxen Ikonen spielen schamanistische Holz-, Knochen- oder Tonfiguren von Menschen und Tieren eine Rolle.